# William Mason Gray
William Mason Gray (Detroit, Míchigan, 9 de octubre de 1929 — Fort Collins, Colorado, 16 de abril de 2016) fue un meteorólogo estadounidense, pionero en la ciencia de predecir huracanes.
En 1952 recibió el grado Bachelor of Science en Geografía de la Universidad George Washington, y en 1959 su máster en Meteorología por la Universidad de Chicago, donde defendió su doctorado en Ciencias geofísicas en 1964.
Gray fue profesor emérito de Ciencias de la Atmósfera en la Universidad Estatal de Colorado (CSU), y director del "Proyecto de Meteorología Tropical" en el Departamento de Ciencias de la Atmósfera del CSU. Sirvió como pronosticador del tiempo para la Fuerza Aérea de los Estados Unidos, y fue asistente investigador en el Departamento de Meteorología de la Universidad de Chicago. Se unió a la universidad de Colorado en 1961. Fue supervisor de más de 70 doctorandos de Ph.D. y de M.S.
Gray era conocido por sus pronósticos estacionales de los ciclones tropicales Atlánticos. Gray fue pionero en el concepto de pronóstico "estacional" de huracanes de meses en avance de la gravedad de la estación entrante de huracanes. Gray y su team (incluyendo a Christopher W. Landsea, Paul W. Mielke Jr., y a Kenneth J. Berry, entre otros) han estado realizando esos pronósticos desde 1984.
Después de la temporada de huracanes en el Atlántico de 2005, Gray anunció que dejaba su tarea como autoridad primaria del sistema de pronósticos de ciclones tropicales del CSU, pasándole el rol a Philip Klotzbach. Gray indicó que trabajaría más sobre calentamiento global. Sus conceptos y visiones sobre el calentamiento global son controversiales, ya que no atribuye el calentamiento global a causas antropogénicas, y ha sido criticado por eso.

## Pronósticos estacionales de huracanes
Gray desarrolló una metodología de pronósticos estacionales de huracanes en los 1980s y comenzó a reportar esos pronósticos al público; así sus pronósticos fueron ampliamente discutidos en los medios de EE. UU. Esas preliminarias estadísticas se lanzaban antes del arranque de la estación de huracanes, y luego se revisaban ante el progreso de la estación.